# Curt Baller
Curt Baller, auch Kurt Baller (* 29. August 1880 in Breslau; † 26. Januar 1966 in Fallersleben) war ein deutscher Jurist, Kommunalpolitiker und preußischer Verwaltungsbeamter.

## Leben
Baller war Oberbürgermeister von Nordhausen und wurde am 31. August 1933 zum Oberbürgermeister von Aschersleben ernannt und stand damit bis 1945 gleichzeitig auch dem Stadtkreis Aschersleben der preußischen Provinz Sachsen vor.
Er war im Aufsichtsrat der Gernrode-Harzgeroder Eisenbahn-Gesellschaft und der Nordhausen-Wernigeroder Eisenbahn-Gesellschaft.